# Pareutetrapha
Pareutetrapha – rodzaj chrząszczy z rodziny kózkowatych i podrodziny zgrzypikowych.

## Zasięg występowania
Przedstawiciele tego rodzaju występują w Azji Wschodniej.

## Systematyka
Do Pareutetrapha należy 7 gatunków:
- Pareutetrapha eximia
- Pareutetrapha magnifica
- Pareutetrapha nigrimaculata
- Pareutetrapha olivacea
- Pareutetrapha simulans
- Pareutetrapha sylvia
- Pareutetrapha weixensis